# Coupe Cidade Maravilhosa
La coupe Cidade Maravilhosa (Taça Cidade Maravilhosa en portugais, cidade maravilhosa, « ville merveilleuse » en français est le surnom de Rio de Janeiro) était une compétition brésilienne de football opposant des équipes de la ville de Rio de Janeiro. Elle fut disputée une seule fois en 1996 et remportée par le Botafogo FR.

## Généralités
La coupe fut organisée comme un équivalent du tournoi municipal de football de Rio de Janeiro dont la dernière édition avait eu lieu en 1951.

## Participants
| Botafogo   |
| Flamengo   |
| Fluminense |
| Vasco      |

| América   |
| Bangu     |
| Olaria    |
| Madureira |

## Résultats journée par journée
| 1re journée (27 et 28 janvier) - Madureira 2-1 Olaria - Botafogo 3-1 America - Fluminense 4-1 Bangu - Vasco da Gama 0-0 Flamengo 2e journée (3 et 4 février) - Madureira 1-1 Flamengo - Olaria 2-2 America - Bangu 1-1 Vasco da Gama - Botafogo 2-0 Fluminense 3e journée (6 et 7 de février) - Botafogo 2-0 Olaria - Bangu 0-2 Flamengo - Fluminense 1-1 Madureira - Vasco da Gama 2-0 America 4e journée (11 et 29 de février) - Vasco da Gama 6-2 Olaria - Bangu 2-0 America - Flamengo 2-1 Fluminense - Botafogo 3-0 Madureira (29 février) | 5e journée (16 et 17 février) - Fluminense 2-0 Olaria - Madureira 1-0 Bangu - Flamengo 2-1 America - Botafogo 5-3 Vasco 6e journée (24 et 25 février) - Fluminense 2-4 Vasco da Gama - Madureira 1-0 America - Olaria 1-1 Flamengo - Botafogo 4-0 Bangu 7e journée (2, 3 et 8 de mars) - Bangu 3-2 Olaria - Fluminense 2-2 America - Botafogo 2-2 Flamengo - Vasco da Gama 0-1 Madureira (8 mars) |

## Classement final
| Classement | Classement | Classement | Classement | Classement | Classement | Classement | Classement | Classement | Classement | Classement |
| Équipe | Équipe     | Pts        | J          | V          | N          | D          | Bp         | Bc         | Dif.       |            |
| --- | ---------- | ---------- | ---------- | ---------- | ---------- | ---------- | ---------- | ---------- | ---------- | ---------- |
| 1 | Botafogo   | 19         | 7          | 6          | 1          | 0          | 21         | 6          | +15        |            |
| 2 | Madureira  | 14         | 7          | 4          | 2          | 1          | 7          | 6          | +1         |            |
| 3 | Flamengo   | 13         | 7          | 3          | 4          | 0          | 10         | 6          | +4         |            |
| 4 | Vasco      | 11         | 7          | 3          | 2          | 2          | 16         | 11         | +5         |            |
| 5 | Fluminense | 8          | 7          | 2          | 3          | 3          | 12         | 12         | 0          |            |
| 6 | Bangu      | 7          | 7          | 2          | 1          | 4          | 7          | 14         | -7         |            |
| 7 | América    | 2          | 7          | 0          | 2          | 5          | 6          | 14         | -8         |            |
| 8 | Olaria     | 2          | 7          | 0          | 2          | 5          | 8          | 18         | -10        |            |
| Pts - points marqués; J - joués; V - victoires; N - nuls; D - défaites; Bp - buts pour; Bc - buts contre; Dif. - différence de buts |            |            |            |            |            |            |            |            |            |            |

## Meilleurs buteurs
- Túlio Maravilha (Botafogo FR), 10 buts.
- Aílton (Fluminense FC), 5.
- Romário (CR Flamengo) et Válber (CR Vasco da Gama), 4.
- Pimentel (CR Vasco da Gama), Gílson (Modèle:Madureira), Dauri (Botafogo FR) et Carlinhos (América FC (Rio de Janeiro)), 3.